# Теніс на літніх Олімпійських іграх 1908

Офіційний фільм з епізодом тенісних змагань на Олімпійських іграх 1908 1:19

На літніх Олімпійських іграх 1908 у Лондоні (Велика Британія) відбулися змагання з тенісу в шести дисциплінах. Відбулося два турніри: вперше в приміщенні на дерев'яному покритті, що тривав з 6 до 11 травня в Queen's Club, і просто неба на трав'яних кортах Всеанглійського клубу лаун-тенісу і крокету, з 6 до 11 липня.  Кожен з них складався з чотирьох розрядів: чоловічого одиночного і парного, а також жіночого одиночного. Загалом у змаганнях взяли участь 50 гравців та гравчинь (40 чоловіків і 10 жінок) з 10 країн. Для 5-ти країн це були перші олімпійські змагання з тенісу.

## Медальний залік

### Дисципліни

#### Просто неба
| Чоловіки. Одиночний турнір | Мейджор Річі · Велика Британія                           | Отто Фройцгайм · Німеччина                           | Вілберфорс Івз · Велика Британія                   |  |  |  |
| Чоловіки. Парний турнір    | Велика Британія (GBR) Реджинальд Догерті Джордж Гілл'ярд | Велика Британія (GBR) Джеймс Сесіл Парк Мейджор Річі | Велика Британія (GBR) Клемент Казалет Чарлз Діксон |  |  |  |
|                            |                                                          |                                                      |                                                    |  |  |  |
| Жінки. Одиночний турнір    | Доротея Ламберт Чамберс · Велика Британія                | Дора Бутбі · Велика Британія                         | Рут Вінч · Велика Британія                         |  |  |  |

#### У приміщенні
| Чоловіки. Одиночний турнір | Артур Ґор · Велика Британія                           | Джорд Карідіа · Велика Британія                     | Мейджор Річі · Велика Британія                 |  |  |  |
| Чоловіки. Парний турнір    | Велика Британія (GBR) Герберт Ропер-Барретт Артур Ґор | Велика Британія (GBR) Джордж Карідіа Джордж Саймонд | Швеція (SWE) Вольмар Бострем Ґуннар Сеттерваль |  |  |  |
|                            |                                                       |                                                     |                                                |  |  |  |
| Жінки. Одиночний турнір    | Ґвендолайн Істлейк-Сміт · Велика Британія             | Еліс Ґрін · Велика Британія                         | Мерта Адлерстроле · Швеція                     |  |  |  |

### Таблиця медалей

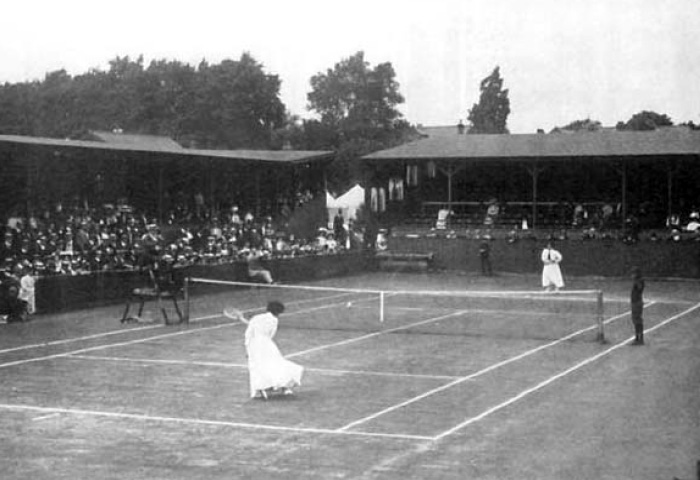
Фінал змагань в одиночному розряді серед жінок.

| Місце              | Країна                | Золото | Срібло | Бронза | Загалом |
| ------------------ | --------------------- | ------ | ------ | ------ | ------- |
| 1                  | Велика Британія (GBR) | 6      | 5      | 4      | 15      |
| 2                  | Німеччина (GER)       | 0      | 1      | 0      | 1       |
| 3                  | Швеція (SWE)          | 0      | 0      | 2      | 2       |
| Загалом (3 збірні) | Загалом (3 збірні)    | 6      | 6      | 6      | 18      |

## Країни, що взяли участь
У змаганнях взяли участь 50 гравців та гравчинь з 10-ти країн.
- Австрія (3)
- Богемія (4)
- Канада (3)
- Франція (1)
- Німеччина (5)
- Велика Британія (22)
- Угорщина (3)
- Нідерланди (2)
- ПАР (3)
- Швеція (4)